# Arthur Ashkin
Arthur Ashkin (n. 2 septembrie 1922, New York City, New York, SUA – d. 21 septembrie 2020, Rumson⁠(d), New Jersey, SUA) a fost un fizician american, laureat al Premiului Nobel pentru Fizică în anul 2018, care a lucrat la Bell Laboratories și Lucent Technologies, având contribuții esențiale în optică.
Ashkin este considerat de mulți ca fiind fondatorul domeniului cunoscut ca optical tweezers, pentru care a fost recompensat cu Premiul Nobel pentru fizică în 2018, la vârsta de 96 de ani, devenind astfel cel mai în vârstă laureat Nobel. Ashkin locuiește în Rumson, statul american  New Jersey.
Ashkin și-a început lucrările sale, privind manipularea microparticulelor cu lumină laser, la sfârșitul anilor 1960, care a dus la inventarea pensetei optice (optical tweezers) în 1986. De asemenea, fizicianul american a fost unul din pionierii procesului de captare optică, care a fost folosit, în cele din urmă, pentru a manipula atomi, molecule și celulele biologice. Fenomenul cheie folosit în decursul procesului este presiunea radiației de lumină, care poate fi disociată în forțe optice de gradient și de împrăștiere.

## Biografie

### Viață timpurie și familie
Arthur Ashkin s-a născut în Brooklyn, statul New York, în 1922, într-o familie de evrei ucraineni. Părinții săi erau Izodor și Anna Ashkin. Familia era compusă din un frate, Julius, tot fizician, și o soră, Ruth. Cei trei frați au avut o altă soră, Gertrude, care a decedat tânără. Familia locuia în Brooklyn, New York, la dresa 983 E 27 Street. Tatăl Izodor (născut Izodor Ashkinazi) imigrase în Statele Unite din orașul Odesa (aflat atunci în Imperiul Rus, actualmente în Ucraina) la vârsta de 18 ani.